# Station Le TOEC
Station Le TOEC is een spoorwegstation in de Franse gemeente Toulouse. Het station werd in 2003 geopend.